# 島津久信
島津 久信（しまづ ひさのぶ）は、安土桃山時代から江戸時代前期にかけての武将。薩摩国島津氏の分家・垂水島津家2代当主（4代とも）。
天正13年4月4日（1585年5月3日）、大隅国の清水城で生まれた。
文禄4年12月27日（1596年1月26日）、鹿屋・大姶良所々8千石余を賜わり、慶長2年（1597年）に鹿屋の一ノ谷城に移った。
慶長8年（1603年）、祖父で垂水城主の島津以久が徳川家康より佐土原を与えられた。この時、以久は本領の垂水の地を久信に譲った。慶長9年12月15日（1605年2月2日）に久信は垂水城に移った。鹿屋は兼領した。
慶長15年（1610年）に以久が没すると、家康は佐土原を久信に与えようとしたが、久信がこれを断ったため、以久の三男である島津忠興が佐土原藩主を継いだ。
慶長16年（1611年）、居城を垂水城から林之城（今の垂水市立垂水小学校）に移した。
島津宗家16代当主・島津義久には跡継ぎとなる男子がなく、また義久の三女・亀寿と島津忠恒（家久）との間にも子はなかったため、義久は外孫である久信も後継者の一人と考えたが、家臣の反対に遭い頓挫した。
嫡子で島津豊久の甥でもある久敏の廃嫡を画策した挙句に、それを諫めた重臣を手討ちにしたことで元和2年（1616年）、隠居を命じられ、久敏に家督を譲る。
寛永14年5月11日（1637年7月3日）、鹿屋にて死去した。享年53。鹿屋の安善寺に葬られたが、昭和46年（1971年）に垂水心翁寺跡の垂水島津家墓所に改葬された。